# ساواکو هاتا
ساواکو هاتا (انگلیسی: Sawako Hata؛ زادهٔ ۱۴ سپتامبر ۱۹۸۸) موسیقی‌دان اهل ژاپن است. وی از سال ۲۰۱۰ میلادی تاکنون مشغول فعالیت بوده‌است.